# (8891) Irokawa
(8891) Irokawa est un astéroïde de la ceinture principale.

## Description
(8891) Irokawa est un astéroïde de la ceinture principale. Il fut découvert le 1er septembre 1994 à Kitami par Kin Endate et Kazuro Watanabe. Il présente une orbite caractérisée par un demi-grand axe de 3,15 UA, une excentricité de 0,23 et une inclinaison de 9,4° par rapport à l'écliptique.

## Compléments